# Magné (Deux-Sèvres)
Magné település Franciaországban, Deux-Sèvres megyében. Lakosainak száma 2708 fő (2022. január 1.). Magné Bessines, Coulon, Frontenay-Rohan-Rohan, Niort és Sansais községekkel határos.

## Népesség
A település népességének változása:
| Lakosok száma | 2680 | 2642 | 2723 | 2671 | 2685 | 2693 | 2689 | 2687 | 2708 |
|               | 2013 | 2015 | 2016 | 2017 | 2018 | 2019 | 2020 | 2021 | 2022 |